# James Edwin Cassidy
James Edwin Cassidy (* 1. August 1869 in Woonsocket, Rhode Island, USA; † 17. Mai 1951) war ein US-amerikanischer Geistlicher und römisch-katholischer Bischof von Fall River.

## Leben
James Edwin Cassidy empfing am 8. September 1898 das Sakrament der Priesterweihe. Bischof Daniel Francis Feehan ernannte ihn zum Generalvikar des Bistums Fall River.
Am 21. März 1930 ernannte ihn Papst Pius XI. zum Weihbischof in Fall River und zum Titularbischof von Ibora. Der Apostolische Delegat in den Vereinigten Staaten, Erzbischof Pietro Fumasoni Biondi, spendete ihm am 27. Mai desselben Jahres die Bischofsweihe; Mitkonsekratoren waren der Bischof von Burlington, Joseph John Rice, und der Bischof von Manchester, George Albert Guertin.
Wenige Monate später, am 3. Oktober 1930, übernahm er als Apostolischer Administrator die Amtsgeschäfte des erkrankten Bischofs Feehan. Am 13. Juli 1934 wurde er zum Koadjutorbischof ernannt und folgte wenige Tage später dem am 19. Juli 1934 verstorbenen Bischof Feehan als Bischof von Fall River nach.
Cassidy trat für die Arbeiterrechte ein und sorgte sich um die Situation älterer Menschen. Die von ihm gegründeten Altenheime hatten Modellcharakter für viele derartige Einrichtungen.